# Ordinateur de plongée

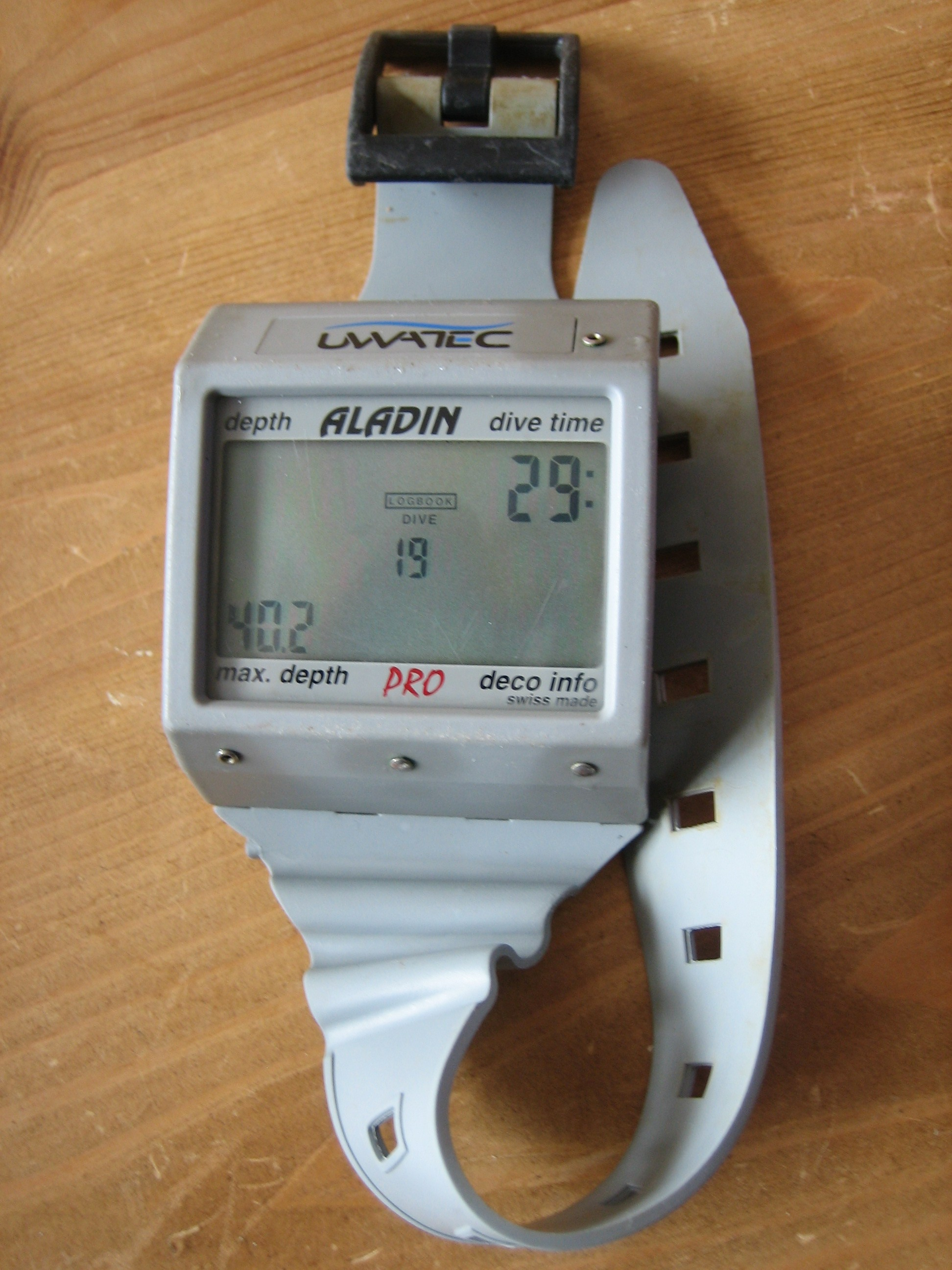
Ordinateur de plongée

Un ordinateur de plongée permet d'optimiser son temps de plongée en calculant automatiquement la décompression à réaliser par un plongeur en scaphandre autonome.
Le calcul de décompression par les tables de décompression (MN90, PADI, etc.) consiste à modéliser une plongée « rectangulaire ». C’est-à-dire que les tables considèrent qu'entre le moment où le plongeur a entamé sa descente et le moment où il va entamer sa remontée, il est resté à la profondeur maximale atteinte sur l'intervalle. Certaines tables ainsi que certaines méthodes officieuses permettent de modéliser une plongée avec plusieurs tranches de temps d'au moins une minute.
L'ordinateur de plongée, au contraire, va découper la plongée en tranches de temps d'au plus 30 secondes et, pour chacune des tranches, déterminer via le modèle mathématique implémenté, le taux d'azote (et d'helium dans le cadre de plongée au trimix) dans les différents types de tissus du corps. En fonction de ces valeurs, il actualise continuellement un profil de décompression.

## Apport de l'ordinateur

Structure schématique d'un ordinateur de plongée.

L'ordinateur de plongée permet de calculer la décompression en fonction de facteurs extérieurs (selon les modèles). Par exemple :
- Température de l'eau
- Essoufflement du plongeur (pour les ordinateurs à gestion d'air)
- Autonomie d'air (consommation)
- Altitude (cas de la plongée en montagne, par exemple)
- Rythme cardiaque

Il peut aussi permettre de :
- Mesurer la vitesse de remontée et d'alerter le plongeur en cas de remontée trop rapide.
- Indiquer le temps de plongée restant avant d'avoir besoin d'effectuer des paliers de décompression (la "courbe de sécurité").
- Indiquer la profondeur des paliers.
- Indiquer le dépassement de la profondeur du palier.
- Alerter sur l'usage de procédures de remontées non conformes au modèle de décompression prévu par l'ordinateur.

Il est aussi possible, sur la quasi-totalité des modèles (sauf certains vieux ordinateurs), de télécharger les données de la plongée sur son ordinateur de bureau. Cela permet de garder un historique des plongées effectuées, analyser le profil et les remontées (surtout dans le cadre d'exercices techniques) et de gérer un carnet de plongée électronique.

## Conseil d'utilisation
L'ordinateur de plongée se base sur des protocoles standard de décompression et des études statistiques. Selon le profil physique des plongeurs et les caractéristiques de la plongée, il peut être important de sélectionner un profil de dureté (augmentation des paliers et diminution du temps de plongée avant palier) pour éviter tout accident. De plus, le calcul de la décompression s'effectue au plus juste, deux plongeurs avec les mêmes ordinateurs et les mêmes réglages peuvent avoir des obligations de décompression différentes s'ils n'ont pas été systématiquement à la même profondeur.

## Types d'ordinateur

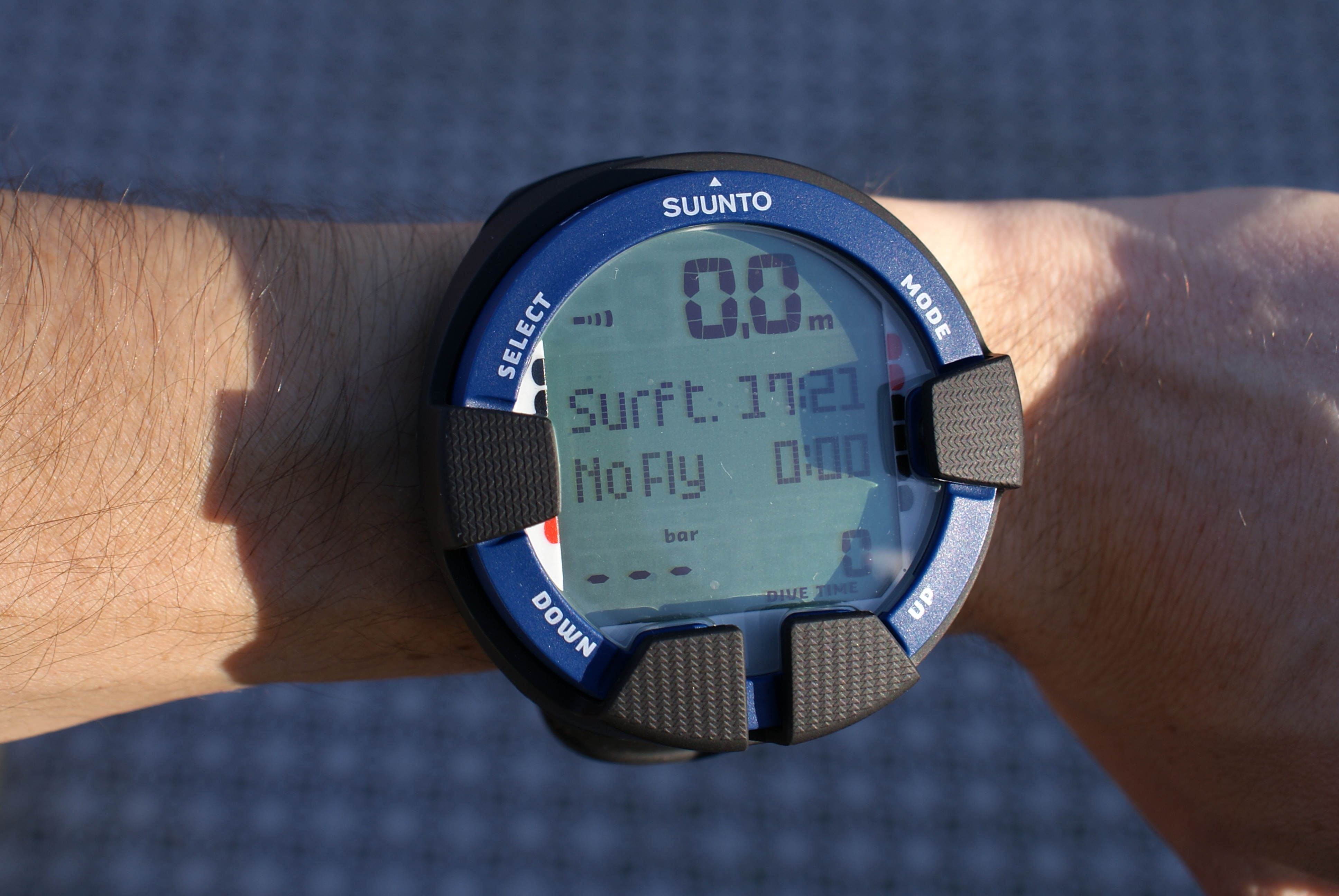
Un ordinateur de plongée avec l'intégration air sans fil et les fonctions Nitrox.

- Air, ordinateur qui ne prend en compte que les plongées réalisées avec de l'air.
- Nitrox, ordinateur capable de gérer des mélanges sur-oxygénés en plus de l'air.
- Multi-gaz, ordinateur capable de gérer plusieurs gaz au cours d'une même plongée. Pour des raisons techniques (nombre de caractères affichables), un grand nombre d'ordinateurs de plongée n'accepte que des Nitrox d'au plus 99 %. Cela est sans incidence réelle.
- Gestion d'air, fonctionnalité qui permet à l'ordinateur de mesurer la quantité d'air restante. Il s'agit d'une jauge de haute pression qui est soit reliée par un tuyau haute pression à l'ordinateur, soit qui transmet par ondes radios la pression à l'ordinateur. La gestion d'air permet de calculer l'autonomie restante et de lever des alarmes d'essoufflement.
- Mesure du rythme cardiaque. L'ordinateur adapte le profil de décompression aux efforts fournis par le plongeur.
- Algorithmes différents (RGBM, Bühlmann, etc.), fonctionnalité avancée qui permet de choisir le modèle de décompression utilisé par le plongeur.